# Marvel Cooke
Marvel Cooke   (Mankato, 4 d'abril de 1903 - Nova York, 29 de novembre de 2000) Marvel Jackson Cooke fou una periodista pionera, escriptora, comunista i activista de drets civils negra estatunidenca. Fou la primera dona afroamericana que va treballar en un diari principal propietat de blancs americans.

## Infància, joventut i educació
Marvel Jackson va néixer a Mankato (Minnesota) el 4 d'abril de 1903 Fou filla de Madison Jackson i Amy Wood que eren membres de la classe social alta afroamericana. El 1907 la seva família va anar a viure en un barri blanc de Minneapolis. El seu pare s'havia graduat en lleis a la Universitat Estatal d'Ohio que treballava d'advocat dels negres i la seva mare havia estat una mestra d'escola que havai viscut en una reserva ameríndia. El 1925 Marvel es va graduar en anglès a la Universitat de Minnesota a l'edat de 22.

## Carrera professional
Cooke va treballar com a ajudant de W. E. B. Du Bois, editor de la revista The Crisis de la NAACP i el 1926 va anar a viure a ciutat de Nova York, on va viure a Harlem, durant el Renaixement de Harlem. La seva habilitat com a escriptora va ser reconeguda per Du Bois al posar-la al càrrec d'una columna de revista, on la seva obra inclou crítiques d'obres de gegants literaris de l'època com Langston Hughes, Zora Neale Hurston i Dorothy Parker.
Mentoritzada per Du Bois, es va fer amiga d'escriptors i artistes com Paul Robeson, Countee Cullen, Elizabeth Catlett i Richard Wright. Posteriorment, va trencar amb el posterior líder de la NAACP Roy Wilkins perquè el considerava massa conservador.
El 1928 va començar a treballar a New York Amsterdam News, en el que fou la primera dona reportera en els seus 40 anys d'història. El 1929 es va casar amb jamaicà Cecil Cooke, un graduat de la Universitat de Colúmbia que havia estat el quarter-miler més ràpid del món. El matrimoni va anar a viure a Greensboro (Carolina del Nord), on Marvel va ensenyar història, anglès i llatí al North Carolina Agricultural and Technical College.
El 1931 van tornar a Nova York, on va tornar a treballar al Amsterdam News, va ajudar a crear el primer capítol de Nova York del Newspaper Guild i es va veure involucrada en les manifestacions al diari, estant en un piquet que va durar 11 setmanes, després de les quals el News es va deixar d'editar el 1934. A Marvel no li agradaven els reportatges de crims que havia de fer pel News i preferia escriure sobre les arts. Per exemple el 1939 es va costejar un viatge per cobrir l'històric concert de Marian Anderson al Lincoln Memorial. El 1937 va abandonar el diari com a protesta del que ella va considerar una línia editorial sensacionalista ("Killed Sweetheart, Slept With Body").
Entre el 1940 i el 1947 Cooke va treballar d'assistent d'editor al setmanari People's Voice, propietat d'Adam Clayton Powell). El 1950 es va convertir en la primera dona afroamericana en treballar com a reportera en un diari blanc quan va començar a treballar al The Daily Compass. El 1948 va fer un reportatge en una sèrie de cinc parts que explicava l'explotació que rebien les treballadores domèstiques negres en les llars dels blancs titulada "The Bronx Slave Market". Va treballar en aquest diari fins que es va clausurar el novembre de 1952.

### Activisme i política
A la dècada de 1930, Cooke no només va ajudar a crear un capítol local del Newspaper Guild, el periòdic dels sindicalistes, sino que va organitzar trobades a casa seva i després va participar en una vaga que va durar onze setmanes. En aquest moment, es va adherir al Partit Comunista dels Estats Units d'Amèrica.
A la dècada de 1950 fou direcora del National Council of Arts, Sciences and Professions. El 1953, quan fou cridada a testiicar dues vegades sobre la seva implicació amb el Partit Comunista, va argumentar que s'acollia a la Cinquena esmena de la Constitució dels Estats Units abans que ho fes el Senador Joseph McCarthy.
El 1970 fou voluntària de la Fundació de Defensa Legal Angela Davis. Durant els seus darrers anys de vida va esdevenir vicepresidenta del American-Soviet Friendship Committee.
Cooke va morir de leucèmia a Nova York el 29 de novembre del 2000 a l'edat de 97 anys. Al final de la seva vida va viure en un edifici de Sugar Hill on hi vivien altres figures afroamericanes.

## Obres
- Marvel Cooke, "The Bronx Slave Market (1950)", reeditat a Viewpoint Magazine, 5 (octubre de 2015).